# GalNAc-alfa-(1-4)-GalNAc-alfa-(1-3)-diNAcBac-PP-undekaprenol alfa-1,4-N-acetil-D-galaktozaminiltransferaza
-undekaprenol alfa-1,4--acetil--galaktozaminiltransferaza (EC 2.4.1.292, PglH) je enzim sa sistematskim imenom UDP-N-acetil-alfa--galaktozamin:-tritrans,heptacis-undekaprenol 4-alfa-N-acetil--galaktozaminiltransferaza. Ovaj enzim katalizuje sledeću hemijsku reakciju
3 UDP--acetil-alfa--galaktozamin + -tritrans,heptacis-undekaprenol {\displaystyle \rightleftharpoons } 3 UDP + [-undekaprenol
Ovaj enzim je izolovan iz Campylobacter jejuni.

## Literatura
- Nicholas C. Price; Lewis Stevens (1999). Fundamentals of Enzymology: The Cell and Molecular Biology of Catalytic Proteins (Third изд.). USA: Oxford University Press. ISBN 019850229X.
- Eric J. Toone (2006). Advances in Enzymology and Related Areas of Molecular Biology, Protein Evolution (Volume 75 изд.). Wiley-Interscience. ISBN 0471205036.
- Branden C; Tooze J. Introduction to Protein Structure. New York, NY: Garland Publishing. ISBN 0-8153-2305-0.
- Irwin H. Segel. Enzyme Kinetics: Behavior and Analysis of Rapid Equilibrium and Steady-State Enzyme Systems (Book 44 изд.). Wiley Classics Library. ISBN 0471303097.
- William P. Jencks (1987). Catalysis in Chemistry and Enzymology. Dover Publications. ISBN 0486654605.

## Spoljašnje veze
- GalNAc-alpha-(1->4)-GalNAc-alpha-(1->3)-diNAcBac-PP-undecaprenol+alpha-1,4-N-acetyl-D-galactosaminyltransferase на 